# Kevin Phillips
Kevin Phillips (ur. 25 lipca 1973 w Hitchin) – angielski piłkarz występujący podczas kariery na pozycji napastnika.

## Kariera klubowa
Kevin Phillips zawodową karierę rozpoczynał w 1992 roku w zespole Baldock Town. Następnie przeniósł się do Watfordu, barwy którego reprezentował przez trzy sezony, w trakcie których angielska drużyna występowała w drugiej oraz trzeciej lidze. Łącznie dla Watfordu Phillips strzelił 24 gole w 59 spotkaniach, po czym podpisał kontrakt z Sunderlandem. W pierwszym sezonie występów w barwach "Czarnych Kotów" Kevin zdobył 29 bramek i w znacznym stopniu przyczynił się do zajęcia przez Sunderland trzeciego miejsca w Division One. W kolejnych rozgrywkach klub Phillipsa zwyciężył w rozgrywkach drugiej ligi i awansował do Premier League. Angielski napastnik zaliczył wówczas 23 trafienia w 26 pojedynkach. W sezonie 1999/2000 wychowanek Baldock Town zadebiutował w najwyższej klasie rozgrywek w kraju. Sunderland zakończył zmagania na siódmym miejscu, a sam Phillips z 30 bramkami na koncie został królem strzelców ligi, a także zdobył prestiżową nagrodę – Złotego Buta. W kolejnych sezonach Kevin do siatki rywali trafiał już coraz rzadziej, a łącznie dla Sunderlandu uzyskał aż 115 goli. Latem 2003 roku Phillips zdecydował się podpisać kontrakt z Southamptonem. Dla "Świętych" grał przez dwa sezony, w których zdobył kolejno trzynaście oraz dziesięć bramek. Gdy podopieczni Harry'ego Redknappa spadli do drugiej ligi, Kevin zdecydował się zmienić klub i ostatecznie trafił do Aston Villi. Na Villa Park występował jednak tylko w sezonie 2005/2006, po którego zakończeniu przeniósł się do grającego w The Championship West Bromwich Albion. Zespół "The Baggies" zajął czwartą lokatę w rozgrywkach, jednak w barażu o awans do Premier League musiał uznać wyższość Derby County. 9 lipca 2008 roku Phillips podpisał dwuletni kontrakt z Birmingham City.

## Kariera reprezentacyjna
W reprezentacji Anglii Phillips zadebiutował 28 kwietnia 1999 roku w zremisowanym 1:1 spotkaniu z Węgrami. W 2000 roku znalazł się w kadrze Kevina Keegana na mistrzostwa Europy, na których Anglicy nie zdołali wyjść z grupy. Łącznie dla drużyny narodowej Kevin grał przez dwa lata, w trakcie których wystąpił w ośmiu meczach i nie strzelił ani jednej bramki.

## Sukcesy
- Zdobywca Złotego Buta: 1
  - 1999/2000
- Król strzelców Premier League: 1
  - 1999/2000